# Малка конюга
Малката конюга (Aethia pusilla) е вид птица от семейство Кайрови (Alcidae). Видът е незастрашен от изчезване.

## Разпространение
Разпространен е в Япония, Русия и САЩ.